# Тула-Руд-е-Паїн
Тула-Руд-е-Паїн (перс. طولا رود پائين) — село в Ірані, у дегестані Тула-Руд, в Центральному бахші, шагрестані Талеш остану Ґілян. За даними перепису 2006 року, його населення становило 413 осіб, що проживали у складі 82 сімей.

## Клімат
Середня річна температура становить 14,14°C, середня максимальна – 27,04°C, а середня мінімальна – -0,32°C. Середня річна кількість опадів – 775 мм.
| Клімат поселення                              | Клімат поселення | Клімат поселення | Клімат поселення | Клімат поселення | Клімат поселення | Клімат поселення | Клімат поселення | Клімат поселення | Клімат поселення | Клімат поселення | Клімат поселення | Клімат поселення | Клімат поселення |
| Показник                                      | Січ.             | Лют.             | Бер.             | Квіт.            | Трав.            | Черв.            | Лип.             | Серп.            | Вер.             | Жовт.            | Лист.            | Груд.            |                  |
| Середній максимум, °C                         | 9,32             | 10,24            | 12,20            | 17,53            | 22,36            | 24,94            | 27,04            | 26,85            | 24,13            | 20,40            | 15,42            | 11,41            |                  |
| Середня температура, °C                       | 4,50             | 5,42             | 7,41             | 12,73            | 17,54            | 20,11            | 23,16            | 22,98            | 20,28            | 16,50            | 11,53            | 7,52             |                  |
| Середній мінімум, °C                          | −0,32            | 0,60             | 2,60             | 7,91             | 12,70            | 15,32            | 19,28            | 19,10            | 16,39            | 12,64            | 7,66             | 3,65             |                  |
| Норма опадів, мм                              | 74               | 65               | 67               | 51               | 38               | 24               | 11               | 34               | 84               | 124              | 98               | 105              |                  |
| Середньомісячна швидкість вітру, м/с          | 2.30             | 2.40             | 2.40             | 2.46             | 2.40             | 2.60             | 2.64             | 2.38             | 2.23             | 2.00             | 1.98             | 2.08             |                  |
| Середньомісячна сонячна радіація, кДж/м²·день | 6797             | 9113             | 11222            | 15923            | 20247            | 23050            | 23938            | 20242            | 16400            | 11195            | 8392             | 6433             |                  |
| --------------------------------------------- | ---------------- | ---------------- | ---------------- | ---------------- | ---------------- | ---------------- | ---------------- | ---------------- | ---------------- | ---------------- | ---------------- | ---------------- | ---------------- |
| Джерело:                                      |                  |                  |                  |                  |                  |                  |                  |                  |                  |                  |                  |                  |                  |